# The Young and the Hopeless
Albums de Good Charlotte
Good Charlotte
(2000) Live at Brixton Academy
(2004)
The Young and the Hopeless est le second album du groupe de punk rock américain Good Charlotte, sorti en 2002. Son nom est une parodie du titre de la série sentimentale Les Feux de l'amour (The Young and the Restless en anglais).
Musicalement, l'album est bien structuré, ses pistes s'enchaînant dans des musiques soignées, tantôt rock, tantôt plus punk.
Il aborde des thèmes beaucoup plus sérieux que le précédent album du groupe comme le suicide dans le titre « Hold On », ou le déséspoir dans la chanson « The Young And The Hopeless », même si l'album parle beaucoup de divertissement adolescent.
Il permit la reconnaissance internationale du groupe, en étant reconnu disque de quadruple platine (4 millions d'exemplaires vendus) en février 2004 par la RIAA. En France, il a aussi reçu un disque d'argent pour 50 000 ventes de l'album  certifiée par le SNEP.

## Liste des pistes
1. A New Beginning (intro instrumentale) (1:48)
2. The Anthem (2:55)
3. Lifestyles of the Rich and Famous (3:10)
4. Wondering (3:31)
5. The Story of My Old Man (2:42)
6. Girls & Boys (3:01)
7. My Bloody Valentine (3:54)
8. Hold On (4:06)
9. Riot Girl (2:17)
10. Say Anything (4:21)
11. The Day That I Die (2:58)
12. The Young & The Hopeless (3:32)
13. Emotionless (4:02)
14. Movin On (3:26)

## Musiciens
- Joel Madden : chant (principal)
- Benji Madden : guitare, chant (chœur)
- Billy Martin : guitare, synthétiseur
- Paul Thomas : basse
- Josh Freese : batterie

## Charts

### De l’album
| Chart               | Position |
| ------------------- | -------- |
| The Billboard 200   | 7        |
| Top Internet Albums | 7        |

### Des singles extraits
| Single                            | Année | Modern Rock Tracks | The Billboard Hot 100 | Top 40 Mainstream | Top 40 Tracks |
| --------------------------------- | ----- | ------------------ | --------------------- | ----------------- | ------------- |
| Lifestyles of the Rich and Famous | 2002  | 11                 | 20                    | 6                 | 11            |
| Girls and Boys                    | 2003  | —                  | 48                    | 10                | 25            |
| The Anthem                        | 2003  | 10                 | 43                    | 11                | 23            |
| The Young and The Hopeless        | 2003  | 28                 | —                     | —                 | —             |
| Hold On                           | 2004  | —                  | 63                    | 17                | 31            |

## En plus
Sur l'album figure une plage CD-Rom/multimédia sur laquelle se trouvent un mini-reportage sur le groupe en tournée à travers les États-Unis et le clip de Lifestyle Of The Rich And Famous. Ce sont Tim Armstrong et Lars Frederiksen, de Rancid, qui ont coécrit (avec le groupe) et coproduit le single Lifestyle Of The Rich And Famous.